# 한국과학기술지주
한국과학기술지주(韓國科學技術持株, Korea Science & Technology holdings ; KST)는 정부출연연구기관간 이종 기술의 융복합 연구를 통해 개발한 기술을 사업화하여 기술 경쟁력이 우수한 벤처 기업의 설립·육성과 일자리 창출에 기여하기 위하여 설립된 주식회사이다. 2013년 11월 대한민국의 17개 정부출연연구기관들이 자본금 504억원을 공동출자하여 출범하였다. 대전광역시 유성구 대덕대로 593 대덕테크비즈센터 904호에 있다.

## 설립 근거
- 기술의 이전 및 사업화 촉진에 관한 법률[6]

## 연혁
- 2013년 7월 1일 17개 정부출연연구기관 공동기술지주회사 설립에 관한 MOU 체결
- 2013년 11월 22일 한국과학기술지주 창립총회[7]

## 조직

### 감사
| 사업화지원본부 | 경영기획실 |

## 자회사
- KST인베스트먼트

## 주주
| - 한국원자력연구원 - 한국과학기술연구원 - 한국생산기술연구원 - 한국에너지기술연구원 - 한국전기연구원 - 한국화학연구원 - 한국생명공학연구원 | - 한국표준과학연구원 - 한국지질자원연구원 - 한국건설기술연구원 - 한국과학기술정보연구원 - 한국철도기술연구원 - 한국식품연구원 | - 한국기계연구원 - 한국재료연구원 - 한국전자통신연구원 - 국가보안기술연구소 |

## 같이 보기
- 미래과학기술지주
- 한국과학기술기획평가원
- 한국기술지주회사협회
- 한국연구소기술이전협회
- 대덕이노폴리스벤처협회